# Palazzo Comunale (Scarlino)

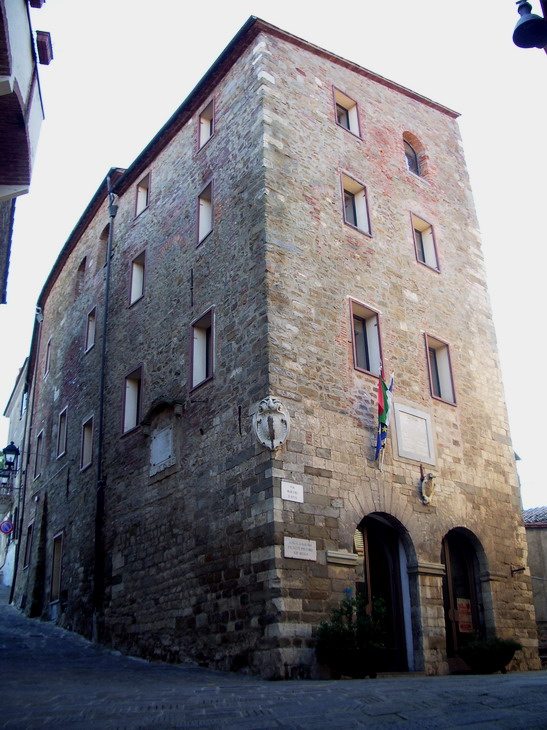
Il Palazzo Comunale di Scarlino

Il Palazzo Comunale, storicamente noto anche come Palazzo Pretorio, è un edificio situato nel centro di Scarlino, in Toscana. La sua ubicazione è in angolo tra via Martiri d'Istia e via della Rocca.

## Storia
L'edificio sorse in epoca medievale, quando era sede sia del comune che del tribunale, avendo esercitato originariamente anche le funzioni di Palazzo Pretorio. Nel tardo Duecento il complesso fu ceduto da Ranieri Tinacci, signore locale, al comune di Pisa che acquistò anche altri beni immobili del centro storico fino ad allora appartenuti agli Aldobrandeschi.
Il palazzo fu ristrutturato in epoca seicentesca, quando vi venne aggiunta anche la Torre dell'Orologio, che venne poi abbattuta nel 1950 per il rischio di crollo dell'intero complesso.
In epoca moderna, l'edificio rientrava all'interno della giurisdizione del Principato di Piombino e, dopo l'ingresso nel Granducato di Toscana, appartenne al comune di Gavorrano, fino all'istituzione del comune di Scarlino di cui divenne sede.
Una serie di lavori di restauro effettuati tra il 1985 e il 1989 lo hanno riportato agli antichi splendori.

## Descrizione
Il Palazzo Comunale di Scarlino si presenta come un imponente edificio che si articola su quattro livelli sfalsati, a causa del dislivello del terreno su cui sorge. Nell'insieme, il complesso presenta una pianta ad L, con i due corpi di fabbrica dalla planimetria rettangolare che si addossano senza soluzione di continuità.
Le pareti esterne si presentano interamente rivestite in pietra, con una serie di finestre rettangolari che si aprono lungo i vari livelli ed il doppio portale d'ingresso, con doppio arco a tutto sesto, situato sul lato che si affaccia su via Martiri d'Istia.
Sono visibili due stemmi, quello sulla facciata principale sopra il doppio portale che rappresenta il comune di Scarlino e quello collocato in posizione angolare appartenente alla famiglia Appiani di Piombino.